# União das Igrejas Evangélicas Reformadas da Ucrânia
A União das Igrejas Evangélicas Reformadas da Ucrânia (em inglês Union of Evangelical Reformed Churches of Ukraine) é uma organização ecumênica nacional, que reúne igrejas presbiterianas e reformadas continentais na Ucrânia.
Foi constituída em 2001 pela Igreja Evangélica Presbiteriana da Ucrânia e Igreja Evangélica Reformada Ucraniana.

## História
A Fé Reformada chegou a Ucrânia desde o Século XVI, tendo se espalhado por todo o território que formaria o República das Duas Nações. A região com a maior concentração de reformados até a Primeira Guerra Mundial foi a Transcarpátia, que anteriormente pertencia a Áustria-Hungria. Todavia, após a formação da União Soviética, a liberdade religiosa foi severamente restrita no território ucrianiano.
A partir de 1989, o missionário Fylymon Semenyuk, iniciou obras missionárias em Rivne e Stepan, com apoio das Igrejas Reformadas Liberadas. Sua missão levou a formação da Igreja Evangélica Reformada Ucraniana (IERU). Posteriormente, a denominação se espalhou por todo país, atingindo Kiev, Khmelnitsky, Svalyava e Tavrian.
A partir de 1993, missionários da Missão Para o Mundo, a agência missionário da Igreja Presbiteriana na América começaram um trabalho de plantação de igrejas. Odessa foi uma a primeira cidade na qual os missionários se instalaram e a primeira na qual foi estabelecida uma igreja presbiteriana depois de 1994. Posteriormente, outras igrejas foram plantadas em Kiev, Lviv e Kherson. Essa missão levou a formação da Igreja Evangélica Presbiteriana da Ucrânia (IEPU).
Em 2001 a IERU e a IEPU, outra denominação reformada no país, formaram a e União das Igrejas Evangélicas Reformadas da Ucrânia (UIERU), reconhecida pelo governo em Outubro de 2001. Em que pese as denominações anteriores continuem existindo de forma independente, esta união realiza reuniões conjuntas anualmente. No mesmo ano de sua fundação, a UIERU deu início ao Seminário Evangélico Reformado. Desde então, o seminário tem servido para formar os pastores de ambas as denominações.